# Samuel Curran
Samuel Crowe Curran, né le 23 mai 1912 à Ballymena, Irlande et mort le 15 février 1998 à Glasgow, Écosse, est un physicien britannique. Il est l'inventeur du détecteur à scintillation, et du compteur proportionnel à gaz. Il a aussi activement participé à la mise au point de la VT fuze. Il a occupé le poste de Principal ainsi que de vice-chancelier de l'université de Strathclyde, la première université technique de Grande-Bretagne.

## Biographie
Curran est né le 23 mai 1912 à Ballymena au nord de l'Irlande. Il a passé son enfance en Écosse. Après avoir été à l'école à Wishaw, il complète une formation  de niveau universitaire en mathématiques à l'Université de Glasgow. Il obtient ensuite un doctorat en physique à la même université. Il complète un deuxième doctorat au Laboratoire Cavendish alors qu'il fréquente le St John's College à Cambridge. Il y rencontre d'ailleurs sa future femme, Joan Strothers qui poursuit aussi des études doctorales.
Au début de la Seconde Guerre mondiale, Curran et Strothers sont envoyés au Telecommunications Research Establishment à Worth Matravers pour travailler au développement du radar. En 1944, peu après être déménagé aux États-Unis pour travailler à l'université de Californie à Berkeley dans le but de participer au projet Manhattan, il met au point le détecteur à scintillation, un appareil qui sert à mesurer la quantité de radiations ionisantes.
Après la guerre, Curran travaille à l'université de Glasgow et à l’Atomic Weapons Research Establishment à Aldermaston. En 1948, il invente compteur proportionnel à gaz.
En 1959, il accepte le poste de Principal du Royal College of Science and Technology à Glasgow. Grâce à ses efforts, l'institution obtient le statut d'université en 1964, c'est l'Université de Strathclyde. Il y est ensuite nommé Principal et vice-chancelier. Cela faisait 381 ans qu'une nouvelle université avait été créée en Écosse. Il s'agit également de la première université technique de la Grande-Bretagne. Il est resté à l'emploi de l'université jusqu'à sa retraite en 1980.
À la suite de la naissance de leur fille handicapée, le couple Curran établit la Scottish Association of Parents of Handicapped Children, maintenant connue sous le nom Enable, où Samuel Curran exerce la fonction de président de 1964 à 1991.
Samuel Curran est mort le 15 février 1998 dans un hôpital de Glasgow à 85 ans.

## Publications
- Samuel Curran, J. D. Craggs, Counting Tubes, S.C. Curran, Academic Press (New York), 1949.
- Samuel Curran, Luminescence and the Scintillation Counter, 1953
- Samuel Curran, Alpha, Beta and Gamma Ray Spectroscopy, 1964
- Samuel Curran, Energy Resources and the Environment, 1976
- Samuel Curran et J. S. Curran, Energy and Human Needs, 1979
- Samuel Curran, Issues in Science and Education, 1988

Curran a aussi rédigé plusieurs articles sur le nucléaire et l’éducation dans les Proceedings of the Royal Society.